# Enrico Degano
Enrico Degano (født 11. marts 1976 i Gorizia) er en Italiensk tidligere professionel landevejscykelrytter.

## Eksterne links
- Enrico Deganos profil hos UCI (engelsk)
- Enrico Deganos profil på CycleBase (engelsk)
- Enrico Deganos profil på Cykelsiderne
- Enrico Deganos profil på Cycling Quotient (engelsk)
- Enrico Deganos profil på ProCyclingStats (engelsk)
- Enrico Deganos profil på FirstCycling